# Cuphea elliptica
Cuphea elliptica är en fackelblomsväxtart som beskrevs av Emil Bernhard Koehne och Adolf Engler. Cuphea elliptica ingår i släktet blossblommor, och familjen fackelblomsväxter. Inga underarter finns listade i Catalogue of Life.